# Villeneuve (Vall d'Aosta)
Villeneuve (arpità Veullanoua) és un municipi italià, situat a la regió de Vall d'Aosta. L'any 2007 tenia 1.211 habitants. Limita amb els municipis d'Arvier, Aymavilles, Introd, Saint-Nicolas, Saint-Pierre i Valsavarenche.

## Administració

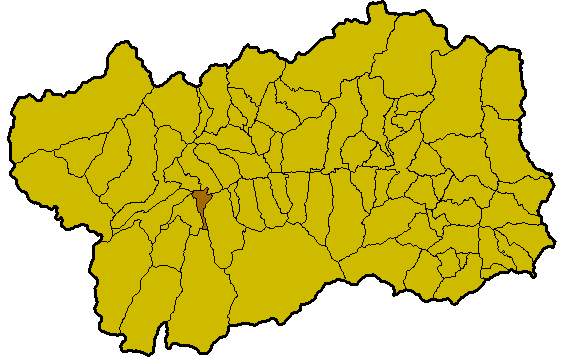
Situació de Villeneuve a la Vall

| Període | Identitat       | Partit        |
| ------- | --------------- | ------------- |
| 2005-   | Clemente Dupont | Llista cívica |